# بابلو باراس غارسيا
بابلو باراس غارسيا هو محامي وسياسي فلبيني، ولد في 25 سبتمبر 1925. نشط حزبياً في لاكاس كامبي ‏. وقد انتخب عضو مجلس النواب في الفلبين ‏.